# Adolfo del Palatinado
Adolfo del Palatinado el Honrado (Wolfratshausen, 27 de septiembre de 1300–Neustadt, 29 de enero de 1327) de la casa de Wittelsbach fue formalmente conde palatino del Rin en 1319-1327.
Era el segundo hijo de Rodolfo I de Baviera y su esposa Matilde de Nassau. Realmente no gobernó debido a que su tío Luis IV ocupaba el Palatinado hasta se concertó en Pavía un acuerdo con los hermanos de Adolfo y su hijo Roberto II del Palatinado en 1329.

## Matrimonio y descendencia
Se casó en 1320 con la condesa Irmengarda de Öttingen (m. 1399), hija del conde Luis VI de Oettingen. Tuvieron los siguientes hijos:
1. Roberto II del Palatinado (12 de mayo de 1325, Amberg–ib., 6 de enero de 1398).
2. Adolfo
3. Federico
4. una hija (m. 1389), casada con el conde Meinardo I de Ortenburg.

Fue enterrado en el monasterio cisterciense de Schönau cerca de Heidelberg.